# Colura corynephora
Colura corynephora là một loài Rêu trong họ Lejeuneaceae. Loài này được (Gottsche, Lindenb. & Nees) Trevis. mô tả khoa học đầu tiên năm 1877.